# Mirage (máy bay)
Mirage là một loạt các máy bay phản lực quân sự được hãng chế tạo máy bay Dassault Aviation của Pháp sản xuất.

## Các loại
- Dassault Mirage III (1956)
- Dassault Mirage IIIV (1965)
- Dassault Mirage IV (1959)
- Dassault Mirage 5 (1967)
- Dassault Mirage 50 (1970s)
- Dassault Mirage F1 (1973)
- Dassault Mirage G (1970s)
- Dassault Mirage 2000 (1978)
- Dassault Mirage 4000 (1979)